# Rosa stellata
Rosa stellata är en rosväxtart som beskrevs av Elmer Ottis Wooton. Rosa stellata ingår i släktet rosor, och familjen rosväxter.

## Underarter
Arten delas in i följande underarter:
- R. s. stellata
- R. s. abyssa
- R. s. erlansoniae
- R. s. mirifica

## Bildgalleri

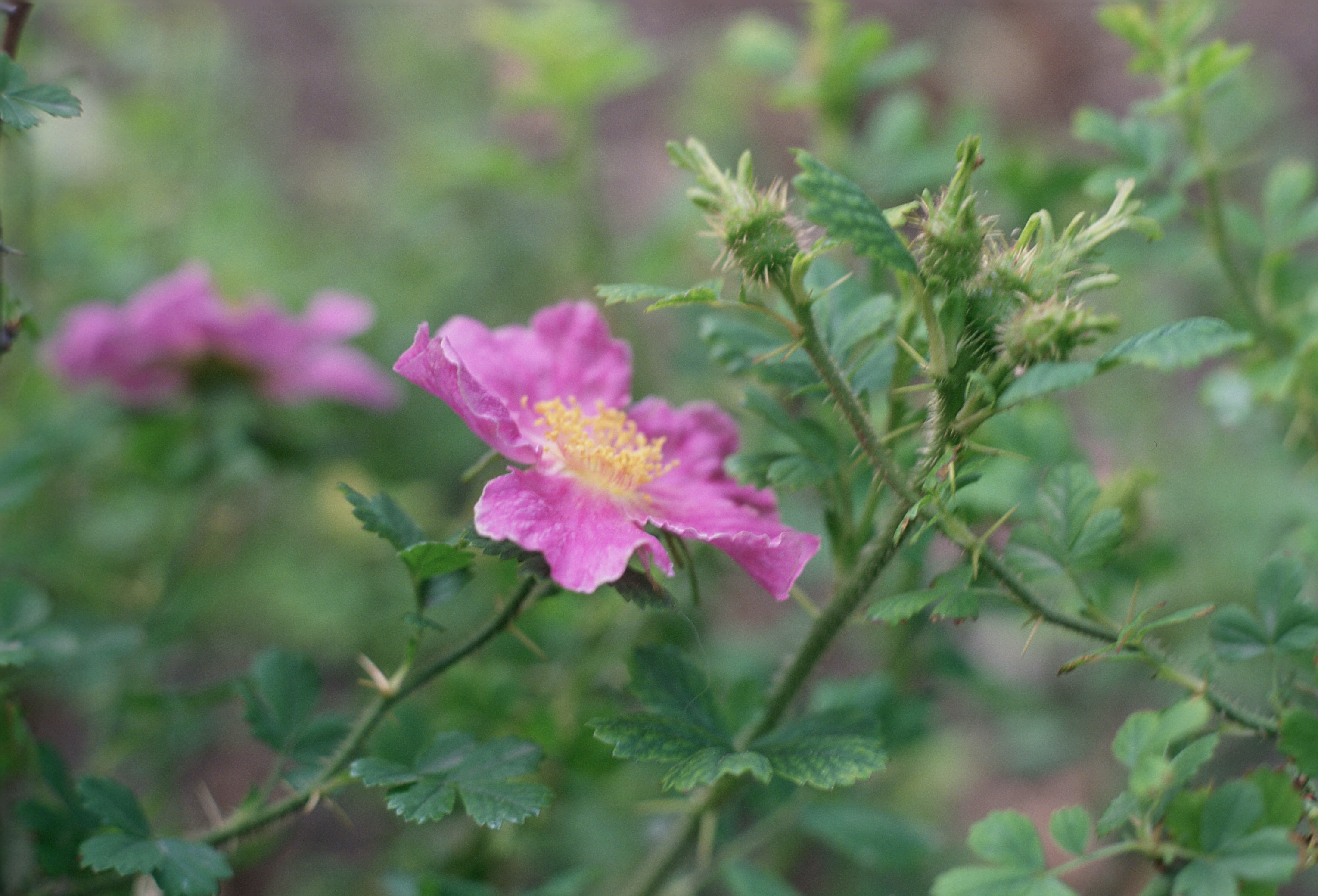